# 小雀町
小雀町（こすずめちょう、英: Kosuzume-chō）は、横浜市戸塚区の町名。丁番を持たない単独町名である。住居表示未実施。

## 地理
戸塚区南部に位置し、面積は1.894km²。北西から南東にかけ県道原宿六浦線（環状4号線）が通り、町中部に公文国際学園中等部・高等部、鎌倉市関谷に跨って横浜市水道局と横須賀市が共同で運営する津久井湖を源とする小雀浄水場がある。

### 字名
| - 大面 - 仲ノ谷 - 山戸谷 - 砂取場 - 水呑 - 鳥井戸 - 的場 - 殿谷ツ - 殿ケ谷 | - 丸山 - 清水 - 堤ケ谷 - 庚申塚 - 山谷 - 相ノ原 - 下ノ谷 - 大清水 - 南原 |

### 地価
住宅地の地価は、2025年（令和7年）1月1日の公示地価によれば、小雀町字庚申塚1868番36の地点で10万6000円/m²となっている。

## 歴史

### 沿革
かつての鎌倉郡小雀村で、玉縄城が近い関係から小田原北条氏（後北条氏）時代には、家臣が多く住んだ。
1889年（明治22年）に田谷・長尾台・金井の各村と合併、長尾村大字小雀となる。1915年（大正4年）に、長尾村のうち旧小雀村部分が俣野村、富士見村と合併し大正村大字小雀となり、他が豊田村と合併。1939年（昭和14年）4月1日に横浜市戸塚区に編入され、戸塚区小雀町が新設された。1987年（昭和62年）6月15日に一部を原宿町に編入した。1999年（平成11年）10月25日には戸塚区原宿町地区の住居表示の実施に伴い、一部を原宿一丁目、原宿五丁目に編入した。地名は鳥類のスズメ、または稲積に由来すると考えられている。

## 世帯数と人口
2025年（令和7年）6月30日現在（横浜市発表）の世帯数と人口は以下の通りである。
| 町丁   | 世帯数    | 人口    |
| ------ | --------- | ------- |
| 小雀町 | 2,061世帯 | 4,352人 |

### 人口の変遷
国勢調査による人口の推移。
| 年                 | 人口  |
| ------------------ | ----- |
| 1995年（平成7年）  | 4,934 |
| 2000年（平成12年） | 4,926 |
| 2005年（平成17年） | 4,779 |
| 2010年（平成22年） | 4,812 |
| 2015年（平成27年） | 4,711 |
| 2020年（令和2年）  | 4,602 |

### 世帯数の変遷
国勢調査による世帯数の推移。
| 年                 | 世帯数 |
| ------------------ | ------ |
| 1995年（平成7年）  | 1,579  |
| 2000年（平成12年） | 1,626  |
| 2005年（平成17年） | 1,616  |
| 2010年（平成22年） | 1,684  |
| 2015年（平成27年） | 1,709  |
| 2020年（令和2年）  | 1,810  |

## 学区
市立小・中学校に通う場合、学区は以下の通りとなる（2024年11月時点）。
| 番・番地等                                                                       | 小学校             | 中学校               |
| -------------------------------------------------------------------------------- | ------------------ | -------------------- |
| 1〜1225番地、1350番地 1791番地、1794番地の2〜終り                                | 横浜市立小雀小学校 | 横浜市立大正中学校   |
| 1226〜1349番地、1351〜1728番地 1729番地の7、1730〜1790番地 1792番地〜1794番地の1 | 横浜市立小雀小学校 | 横浜市立南戸塚中学校 |

## 事業所
2021年（令和3年）現在の経済センサス調査による事業所数と従業員数は以下の通りである。
| 町丁   | 事業所数  | 従業員数 |
| ------ | --------- | -------- |
| 小雀町 | 129事業所 | 1,499人  |

### 事業者数の変遷
経済センサスによる事業所数の推移。
| 年                 | 事業者数 |
| ------------------ | -------- |
| 2016年（平成28年） | 138      |
| 2021年（令和3年）  | 129      |

### 従業員数の変遷
経済センサスによる従業員数の推移。
| 年                 | 従業員数 |
| ------------------ | -------- |
| 2016年（平成28年） | 1,583    |
| 2021年（令和3年）  | 1,499    |

## 交通
現在は町内に鉄道駅はなく、大船駅または立場ターミナルからバスの利用となる。1966年5月から1967年9月まではドリーム開発ドリームランド線が運行されており、町内に小雀信号所も設けられていた。同モノレールは構造上の車体重量超過のため1967年より運行休止となり、高架橋が放置されていたが、運行再開が実現しないまま2003年に正式に廃止となり、施設は撤去された。
道路
- 横浜湘南道路（建設中）
- 神奈川県道23号原宿六ツ浦線

## 施設
- 公文国際学園中等部・高等部
- 横浜市立小雀小学校
- 小雀公園

## その他

### 日本郵便
- 郵便番号 : 244-0004[3]（集配局：戸塚郵便局[21]）

### 警察
町内の警察の管轄区域は以下の通りである。
| 町名   | 街区 | 警察署     | 交番     |
| ------ | ---- | ---------- | -------- |
| 小雀町 | 全域 | 戸塚警察署 | 原宿交番 |

## 参考資料
- 『県別マップル 神奈川県広域・詳細道路地図』2006年4刷 昭文社 ISBN 9784398626998
- “横浜市町区域要覧” (PDF).   横浜市市民局 (2016年6月). 2023年6月6日閲覧。